# Bernard Pruvost
Pour les articles homonymes, voir Pruvost.
Bernard Pruvost, né le 19 juin 1957 à Coulogne (Pas-de-Calais) et mort le 27 juin 2025 à Calais (Pas-de-Calais), est un acteur français. Non professionnel, il est connu pour son rôle du commandant Roger Van der Weyden dans plusieurs œuvres du réalisateur Bruno Dumont.

## Biographie
En 2013, Bernard Pruvost, ouvrier calaisien, est repéré lors d'un casting « sauvage » dans une association d'insertion par Clément Morelle, assistant du réalisateur Bruno Dumont. À 57 ans, il est sélectionné pour incarner le commandant Van der Weyden dans une mini-série produite par Arte, P'tit Quinquin. Après avoir tourné entre-temps dans un spot publicitaire puis dans un clip du chanteur Bertrand Belin, il reprend en 2018 son rôle de policier dans une suite, Coincoin et les Z'inhumains.
Jusqu'à sa retraite en 2019, il travaille comme ouvrier polyvalent aux Ateliers du Channel à Calais. En 2023, à l'occasion du film L'Empire, il incarne une nouvelle fois le commandant Van der Weyden, en compagnie de son adjoint Carpentier, incarné par un comédien également non professionnel, Philippe Jore.
Il meurt à l'âge de 68 ans le 27 juin 2025 à Calais. Ses obsèques se déroulent le 1er juillet en l'église Saint-Pierre Saint-Paul.

## Filmographie
Sauf indication contraire, les informations mentionnées dans cette section peuvent être confirmées par les bases de données cinématographiques IMDb et Allociné,  présentes dans la section « Liens externes ».

### Télévision
- 2014 : P'tit Quinquin (mini-série) de Bruno Dumont : le commandant Roger Van der Weyden.
- 2018 : Coincoin et les Z'inhumains (mini-série) de Bruno Dumont : le commandant Roger Van der Weyden.

### Cinéma
- 2024 : L'Empire de Bruno Dumont : le commandant Roger Van der Weyden.

### Autres
- 2015 : publicité pour l'agence de communication Bradford et Condrieu[3].
- 2015 : clip de la chanson Je parle en fou de Bertrand Belin, réalisé par Renaud Cojo[4].